# 宋子 (宋国女子)
宋子（？—？），子姓，宋国女子，郑穆公的妾，子然和子孔的母亲。
圭妫的位置在宋子之下，但是两人互相亲近，圭妫的儿子士子孔和宋子的儿子子孔也互相亲近。